# زينب داغي
زينب داغي (بالتركية: Zeynep Dağı)‏ (ولدت في 20 ديسمبر عام 1964 في مدينة جولباشي) نائبة أنقرة في الفترة الثالثة والعشرون، وأكاديمية وكاتبة.
ولدت زينب داغي في 20 ديسمبر في عام 1964 في مدينة جولباشي بأنقرة وهي إبنة الثنائي إبراهيم – فاطمة دوغدو. تخرجت زينب داغي في عام 1987 من قسم العلاقات الدولية بكلية العلوم السياسية بجامعة أنقرة. وأنهت زينب داغي الماجستير في قسم العلاقات الدولية في جامعة الشرق الأوسط الفنية وذلك في عام 1995. وقد حصلت زينب على شهادة الدكتوراه في كلية العلوم السياسية بجامعة أنقرة في عام 2001.
وشغلت زينب داغي منصب مسئول البحث في قسم العلاقات الدولية بكلية العلوم الإقتصادية والإدارية بجامعة غازي وذلك خلال أعوام 2000 – 2002. وعملت زينب داغي أيضاً كباحثة ضيف في قسم الدراسات الأوروبية والروسية في المعهد الأوروبي بجامعة جورج واشنطن وذلك خلال أعوام 2001 – 2002. وشغلت زينب داغي عضو هيئة التدريس كأستاذ مساعد في قسم العلاقات الدولية بجامعة «الطفرة» وذلك خلال أعوام 2002 – 2004. وعقب عام 2004 واصلت زينب داغي وظيفتها في جامعة «الطفرة» لفترة من الوقت.
شغلت زينب داغي منصب محرر في مجلة منبر الديمقراطية حيث أنها مجلة بحثية وعملت بها لمدة ثلاثة أشهر وكانت تكتب مقالات بالعمود في صحيفة اليوم وكانت تكتب أيضاً مقالات في مجلة أكسيون. تزوجت زينب داغي بإحسان داغي وأنجبت منه طفلين. وأنُتخبت كنائبة أنقرة بحزب العدالة و التنمية في الفترة الثالثة والعشرون. وشغلت زينب داغي منصب عضو المجموعة التركية بالجمعية البرلمانية بمنظمة الأمن والتعاون الأوروبي في الفترة الثالثة والعشرون الحالية وتولت أيضاً منصب رئيس المجموعة التركية بالجمعية البرلمانية الأورومتوسطية. ونشرت زينب داغي ثلاثة كتب لها. وكانت تلقي محاضرات في التاريخ السياسي في جامعة الإقتصاد والتكنولوجيا في الوقت نفسه.

## أعمالها
•	فهم السياسة الدولية \ من الدولة القومية إلى العولمة
•	تحول روسيا \ الهوية، والقومية والسياسة الخارجية
•	أعوام حزب العدالة والتنمية \السياسة الخارجية من الشرق إلى الغرب

## وصلات خارجية
•	صفحة زينب داغي في البرلمان التركي
•	سيرتها الذاتية في Akparti.org.tr'